# Сумський художній музей імені Никанора Онацького
Сумський обласний художній музей ім. Никанора Онацького заснований  у 1920 році художником та громадським діячем Никанором Харитоновичем Онацьким (1875—1937) як Сумський округовий художньо-історичний музей. Це справжня скарбниця вітчизняного та зарубіжного образотворчого і декоративного мистецтва XVI — ХХІ ст., в основу якої покладено мистецьке зібрання відомого київського промисловця і мецената Оскара Гансена.

## Структура і фонди
Унікальні твори мистецтва нині експонуються в двоповерховому будинку, що є пам'яткою архітектури кінця  ХІХ — початку ХХ століть (проєкт архітектора Густава Шольца).
На першому поверсі розгорнуто експозицію образотворчого мистецтва України та Росії XVIII — поч. ХХ ст., а також країн Західної Європи: Італії    (XVI — кін. ХІХ ст.), Нідерландів та Фландрії (XVII — ХІХ ст.), Франції (XVII — поч. ХХ ст.).
На другому поверсі діє постійна експозиція декоративно-ужиткового мистецтва, до якої увійшли кращі світові зразки XVII — початку ХХ ст. за такими розділами: мистецтво України, Росії, країн Західної Європи, Далекого та Близького Сходу.
Куїнджі, Айвазовський, Рєпін та багато інших великих майстрів представлені тут.

## Галерея

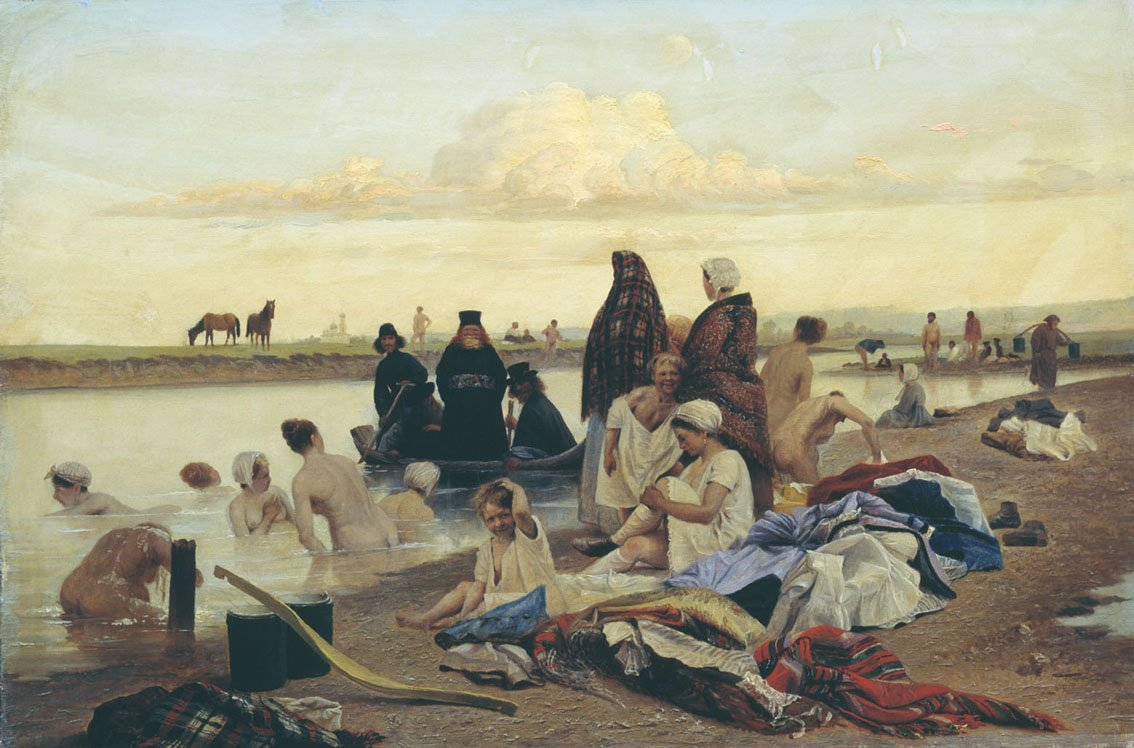
Лев Соловйов. «Монахи. Не туди заїхали» (1870-і)
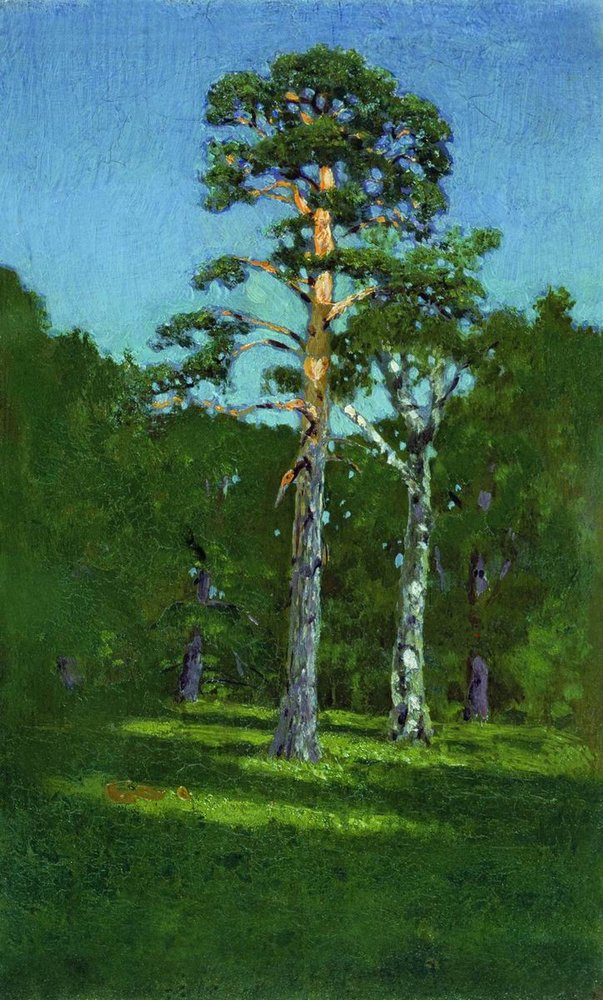
Куїнджі Архип Іванович. «Сосна», 55 × 36,5 см, 1878
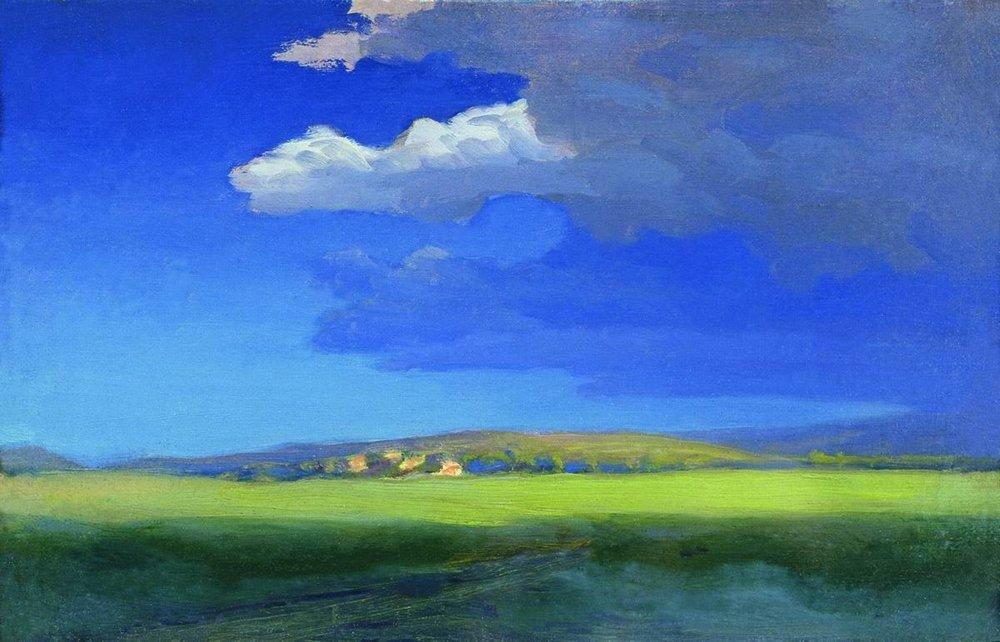
Куїнджі Архип Іванович. «Після бурі», ескіз, 102 × 159 см, 1879
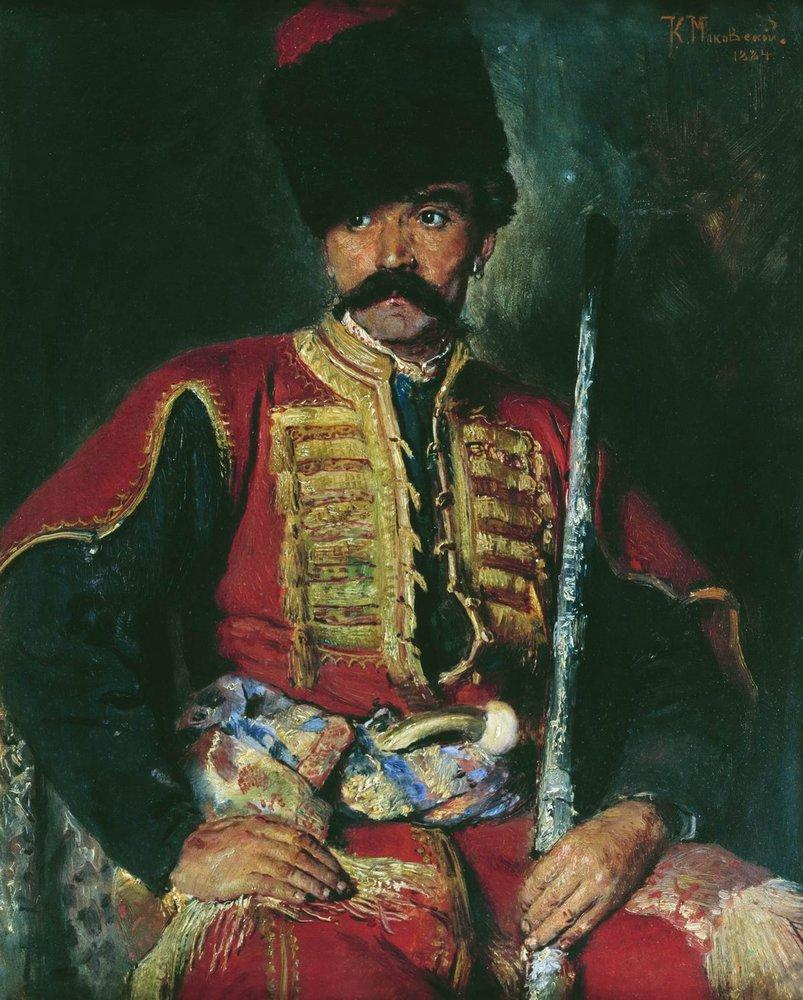
Маковський Костянтин Єгорович. «Запорізький козак», 53,4 x 43,2 см, 1884